# Nunaki-iri-hime
Nunaki-iri-hime (渟名城入姫命) était une princesse japonaise.

## Aperçu
La principale source de la biographie de Nunaki-iri-hime est le Nihon Shoki. Des événements similaires sont également relatés dans le Kogo shūi.
Le récit raconte que la peste a frappé au cours de la cinquième année du règne de Sujin et a tué la moitié de la population japonaise. Les paysans ont abandonné leurs champs l'année suivante et la rébellion est devenue endémique après divers événements. Sujin a nommé sa fille, Toyosukiiri-hime, comme responsable du nouveau sanctuaire, où elle deviendra la première Saiō,,,. Pendant ce temps, Yamato Okunitama a été confiée à une autre fille nommée Nunaki-iri-hime, mais peu de temps après, sa santé a commencé à se détériorer. Il est rapporté qu'elle est devenue émaciée et a perdu tous ses cheveux, ce qui l'a rendue incapable d'exercer ses fonctions. Ses efforts n'ont toujours pas atténué la peste en cours, alors Sujin a décrété qu'une divination soit exécutée au cours de la 7e année de son règne, cela l'impliquerait de faire un voyage dans la plaine de Kami-asaji et d'invoquer les Yaoyorozu no Kami (en). Ce mode de culte est considéré comme potentiellement lié à un ordre social plus complexe et à l’organisation des divinités des nombreux clans de la région.
La tante de Sujin, la princesse Yamatototohimomoso-hime (倭迹迹日百襲媛命), fille du 7e Empereur, l'Empereur Kōrei, agissait comme une miko et était possédée par un dieu qui s'identifiait comme Ōmononushi, possiblement la même entité que Yamato Okunitama. Ichishi no Nagaochi conduirait les rites d'Okunitama en remplacement de Nunaki-iri-hime, émaciée, et serait le premier prêtre du sanctuaire Ōyamato,,. Ichishi no Nagaochi serait l'ancêtre des Yamato no Kuni no Miyatsuko. Ce remplacement est interprété comme un virage vers une religion plus patriarcale.